# CFM International CFM56
La serie CFM International CFM56, designazione militare USAF F108, è una famiglia di motori turboventola ad alto rapporto di by-pass per uso civile prodotta dalla joint venture francostatunitense CFM International.
I modelli che ne fanno parte occupano una gamma che va dagli 82 kN ai 151 kN (18.500 - 34.000 lbf) di spinta e sono realizzati negli stabilimenti GE Aviation di Evendale, Ohio (Stati Uniti) e Snecma di Villaroche, Francia.

## Storia e sviluppo
Il primo esemplare di CFM56 fu provato al banco nel giugno del 1974 ma il suo sviluppo ebbe inizio nel 1971 al Salone internazionale dell'aeronautica e dello spazio di Parigi-Le Bourget, quando la Snecma trovò un accordo commerciale con la GE per la produzione di un motore turboventola ad alto rapporto di by-pass da 10 tonnellate di spinta (89 kN).

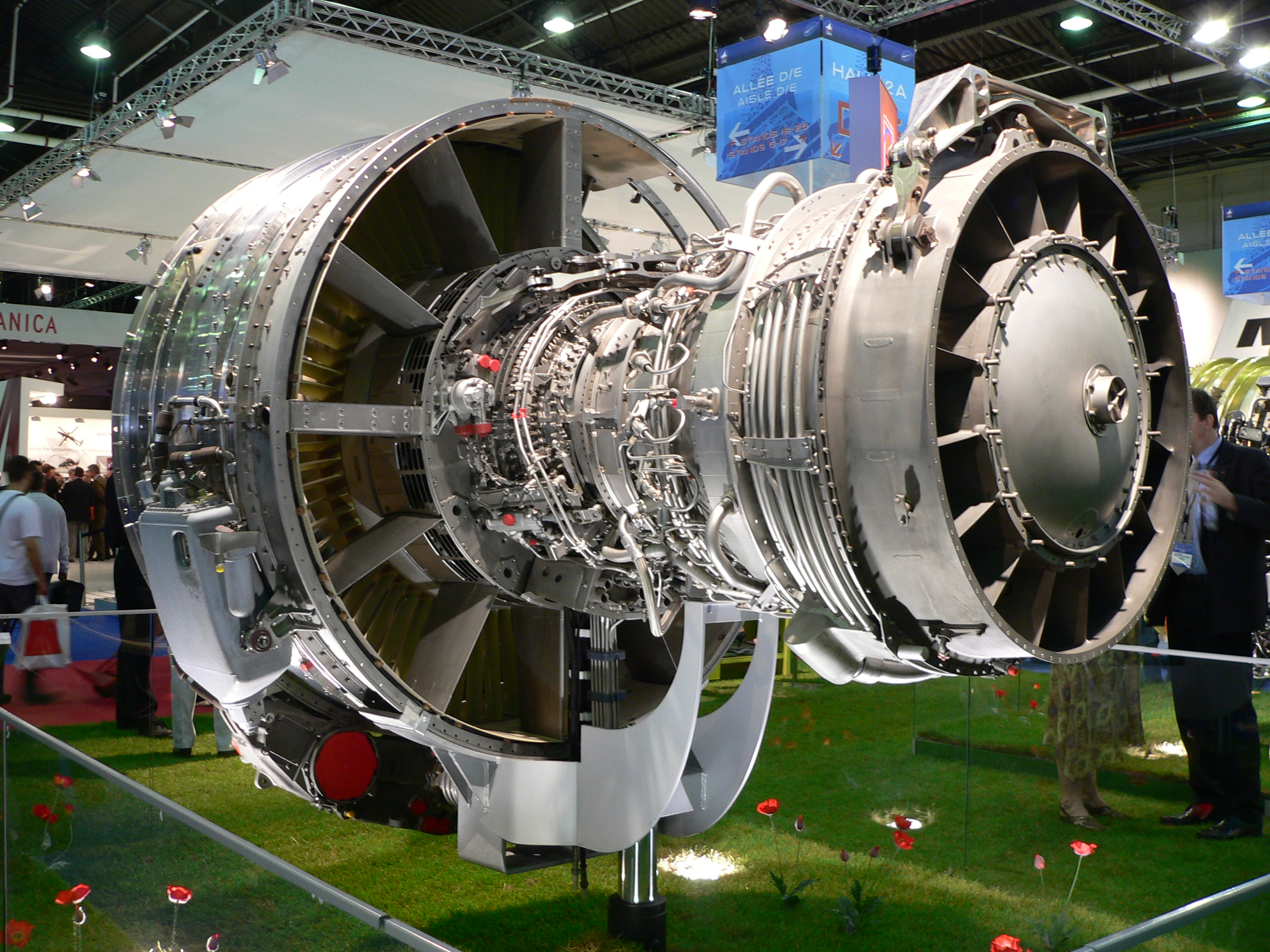
Vista posteriore del CFM56

Nonostante l'iniziale opposizione del Dipartimento di Stato degli Stati Uniti d'America all'esportazione da parte della GE di tecnologie ritenute strategiche per gli Stati Uniti (in particolare il generatore di gas del General Electric F101) poi risolta nel 1973 con la diretta mediazione degli allora presidenti di Francia (Georges Pompidou) e Stati Uniti (Richard Nixon), è ora diventato uno dei più comuni turboventola dell'aviazione civile nel mondo con una produzione che, nelle sue quattro varianti, ha superato le 20.000 unità.
Nel febbraio del 1977 venne provato in volo per la prima volta su un McDonnell Douglas YC-15, installato al posto di uno dei quattro motori Pratt & Whitney JT8D.
In campo civile la svolta si ebbe negli anni ottanta, quando la Boeing decise di adottare il CFM56 per motorizzare la versione 737-300. Dopo il primo, piccolo, ordine iniziale di appena 20 velivoli per due compagnie aeree, ad aprile 2011 sono stati consegnati più di 5000 esemplari di 737 con motori CFM56
In campo militare, con la designazione USAF F108, ha gradualmente rimpiazzato dal 1980 il Pratt & Whitney JT3D sui KC-135 Stratotanker, dando origine alla variante KC-135R di questo aereo.
Nella sua variante CFM56-5C è anche il motore standard degli Airbus A340-200 e 300 ed è utilizzato anche dagli Airbus A320.

### Tech56 e Tech Insertion
Nel 1998 la CFMI iniziò a studiare dei miglioramenti del proprio motore lanciando il programma dimostrativo Tech56. Lo scopo era quello di rendere disponibile un motore aggiornato per un eventuale nuovo narrow-body di Boeing o Airbus, senza stravolgere troppo il progetto iniziale. Quando, però, fu chiaro che Boeing ed Airbus non avrebbero lanciato a breve nuovi modelli per rimpiazzare il 737 e l'A320, la CFMI decise di introdurre alcune soluzioni del programma Tech56 in un pacchetto di modifiche chiamato Tech Insertion che si proponeva tre obiettivi principali: aumento dell'efficienza, diminuzione dei costi di manutenzione, riduzione di emissioni inquinanti. Lanciato nel 2004, il pacchetto comprendeva palette del compressore di alta pressione con nuovi profili, camera di combustione più efficiente e componenti della turbina di alta e bassa pressione migliorati nei materiali.
Dal 2007 tutti i nuovi motori CFM56-5B e CFM56-7B installano all'origine le modifiche del pacchetto Tech Insertion, mentre è possibile, per i motori costruiti precedentemente, applicare le modifiche alla revisione del motore.

### CFM56-7B "Evolution"
Nel 2009 la CFMI ha annunciato l'ultimo aggiornamento per il CFM56, il CFM56-7B "Evolution" (o CFM56-7BE). Questa versione, annunciata contemporaneamente a quella della nuova versione di 737 allo studio della Boeing, migliora ulteriormente le turbine di bassa ed alta pressione con nuovi profili ed un raffreddamento delle palette più efficiente con un numero di componenti inferiori.
Dopo 450 ore di prove, il CFM56-7BE è stato certificato dalla FAA e dall'EASA il 30 luglio 2010.

## CFM International LEAP
Il CFM International LEAP (Leading Edge Aviation Propulsion) è un motore turbofan in fase di sviluppo e produzione dalla CFM International; è destinato ad essere il successore del CFM56-5B e del CFM56-7B.

Sarà prodotto in 3 versioni, destinate ad equipaggiare tre diversi aerei narrow-body:
- LEAP-1A: per rimotorizzare la famiglia degli Airbus A320 (Airbus A320neo - New Engine Option), disponibile dal 2016.
- LEAP-1B: per rimotorizzare la famiglia dei Boeing 737 (Boeing 737 MAX), disponibile dal 2017.
- LEAP-1C: per motorizzare i nuovi Comac C919, disponibile dal 2016.

Il concorrente diretto sarà il Pratt & Whitney PW1000G, destinato anch'esso all'Airbus A320neo family, ma anche l'Aviadvigatel PD-14, destinato al nuovo Irkut MS-21.
| Modello                                           | LEAP-1A                        | LEAP-1B                       | LEAP-1C                          |
| ------------------------------------------------- | ------------------------------ | ----------------------------- | -------------------------------- |
| Diametro ventola                                  | 78 in (2,0 m)                  | 68,4 in (1,74 m)              | 75 in (1,9 m)                    |
| Rapporto di by-pass (stimato)                     | ~10:1                          | ~8.5:1                        | ~9.2:1                           |
| Spinta                                            | 24.500–32.900 lbf (109–146 kN) | 20.000–28.000 lbf (89–120 kN) | 27.980–30.000 lbf (124,5–130 kN) |
| Consumo di carburante (in confronto al CFM56-7BE) | ~ -15%                         | ~ −15%                        | ~ −15%                           |
| Numero degli stadi                                | 1-3-10-2-7                     | 1-3-10-2-7                    | 1-3-10-2-7                       |
| Aeromobili                                        | Airbus A320neo family          | Boeing 737 MAX family         | Comac C919                       |
| Ingresso in servizio                              | 2016                           | 2017                          | 2016                             |

## Tecnica
Il CFM56 è un motore turbofan ad alto rapporto di by-pass (tra 5:1 e 6:1 a seconda delle versioni), che genera una spinta compresa tra gli 80 kN (18500 lbf) ed i 150 kN (34000 lbf). La configurazione è a due alberi motore concentrici, quello interno relativo all'accoppiamento della turbina di bassa pressione con il fan e compressore di bassa pressione e quello esterno per le sezioni di alta pressione (turbina e compressore).

### Fan e compressore di bassa pressione

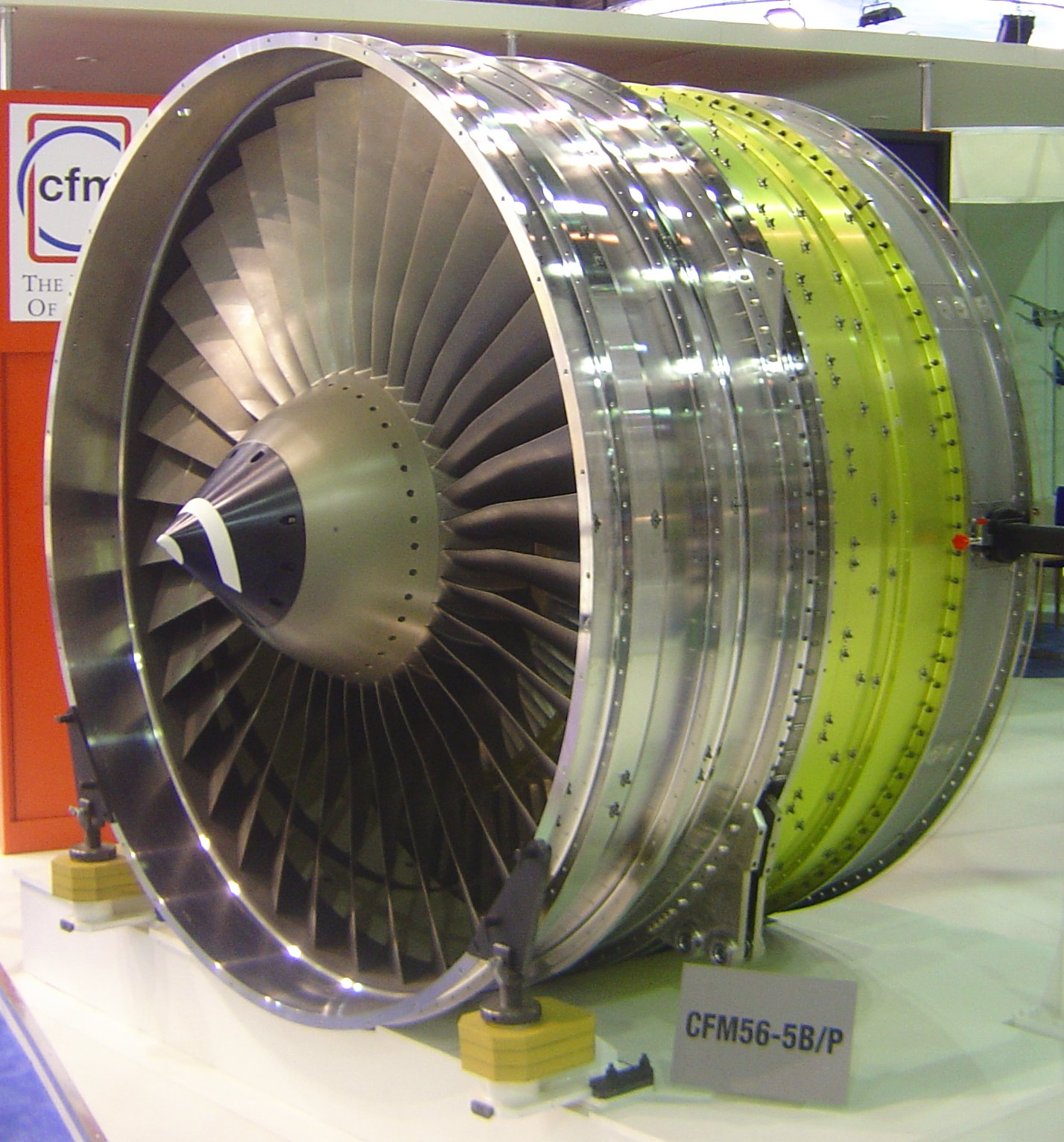
Vista anteriore della ventola (fan) del motore e del suo carter in metallo.

Il CFM56 è dotato di una ventola (fan) e di tre stadi (quattro nelle versioni -5B e -5C) di compressore assiale (anche chiamato booster) montati sull'albero di bassa pressione. Il numero delle pale del fan si è andato riducendo dalle 44 presenti nella prima versione alle 22 del CFM56-7.
Le palette del fan sono montate sul disco con incastri a "coda di rondine" e possono essere sostituite (in caso di bird strike o ingestione di corpi estranei) in poco tempo dal personale di manutenzione di linea, senza dover sbarcare l'intero motore.

### Compressore di alta pressione

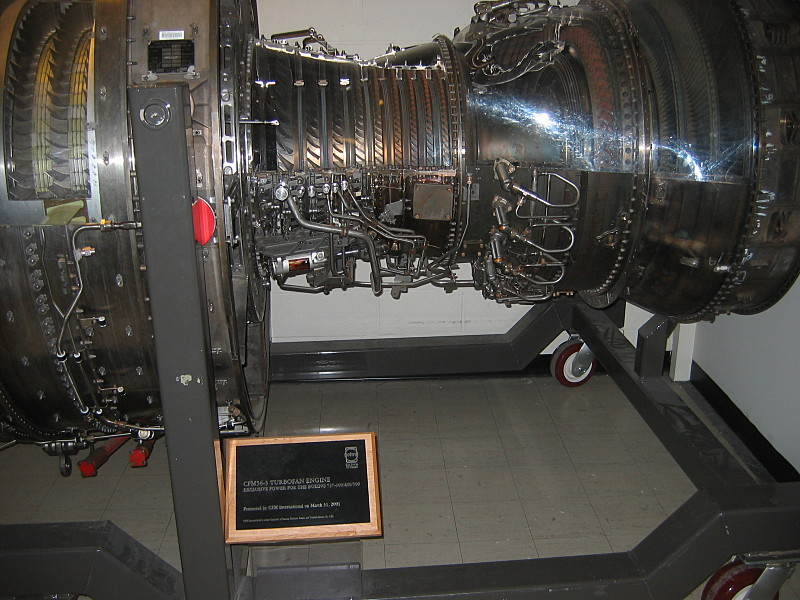
Spaccato di un motore CFM56-3. In evidenza, i 9 stadi rotorici del compressore di alta pressione.

Il compressore di alta pressione (HPC) è composto da nove stadi. Deriva direttamente da quello sviluppato dalla GE per il suo dimostratore "GE1/9" che aveva come caratteristica quella di essere estremamente compatto, con il vantaggio di ottenere un motore nel complesso più corto, leggero e con un numero di componenti (cuscinetti e supporti vari) minore.
Il compressore di alta pressione è stato migliorato con l'introduzione di un nuovo disegno delle palette. Il programma Tech 56 ha consentito così di ottenere con soli sei stadi il medesimo rapporto di compressione del vecchio compressore a nove stadi. Sebbene questo nuovo compressore non sia stato montato sui CFM56, a partire dal 2007 la CFMI ha reso disponibile un pacchetto ("Tech Insertion") di modifiche migliorative del compressore (tra cui nuovi profili aerodinamici delle palette) da installare durante la revisione generale del motore.

### Camera di combustione

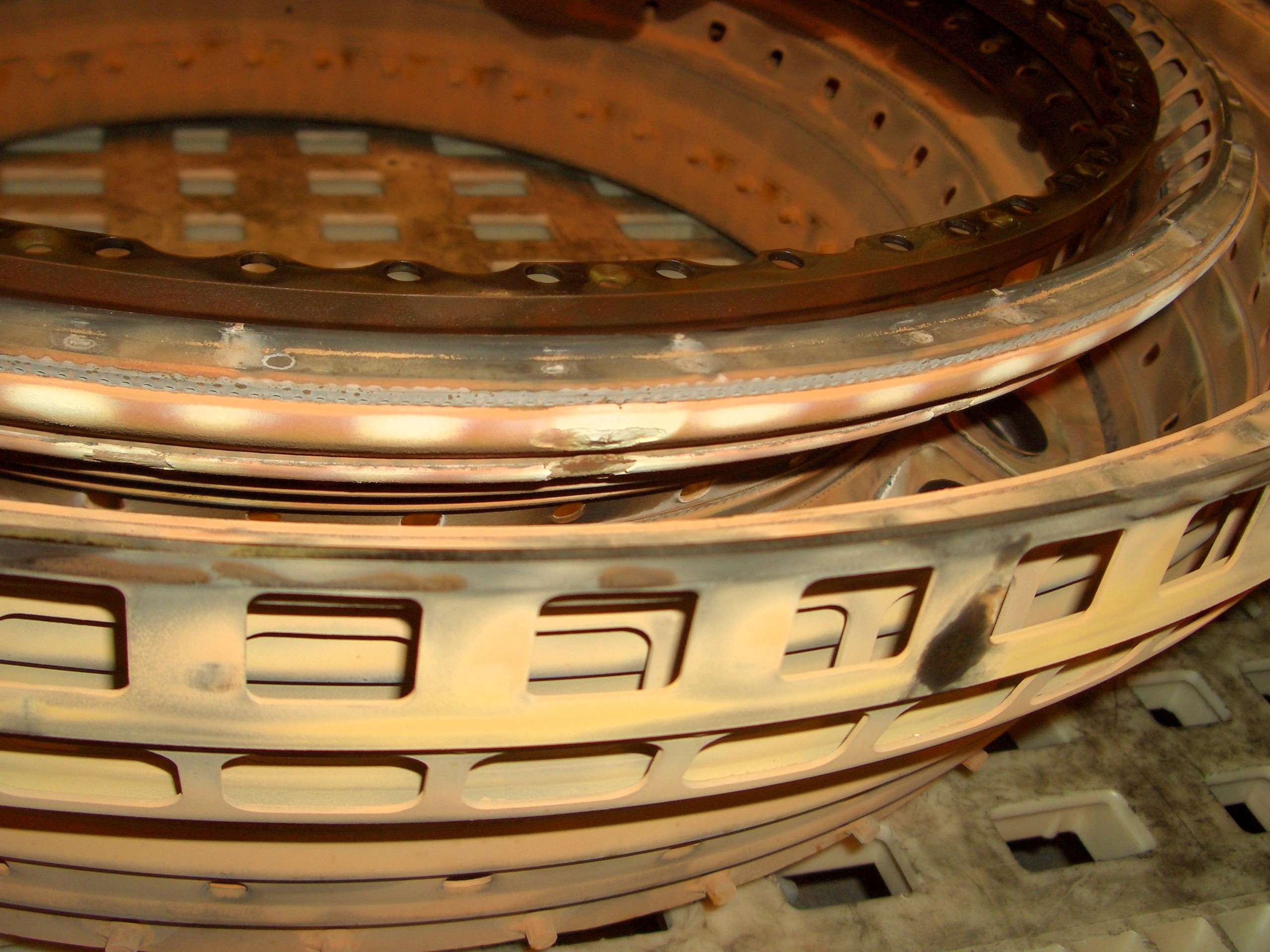
Camera di combustione di un CFM56-3 smontata per essere sottoposta a revisione.

La quasi totalità delle versioni del CFM56 sono dotate di una camera di combustione anulare semplice.
Nel 1989 la CFMI iniziò lo studio di una camera di combustione anulare che invece di avere un singolo anello di combustione, presentava una zona ulteriore di combustione utilizzata solo alle spinte più elevate. Questa configurazione permette di abbassare le emissioni sia degli ossidi di azoto (NOx) che del monossido di carbonio (CO). Il primo CFM56 con la nuova camera di combustione entrò in servizio nel 1995, mentre per le prime versioni di CFM56-5B e CFM56-7B è disponibile una modifica (anche questa parte del pacchetto "Tech Insertion") che può essere installata durante le operazioni di revisione generale.

### Turbina

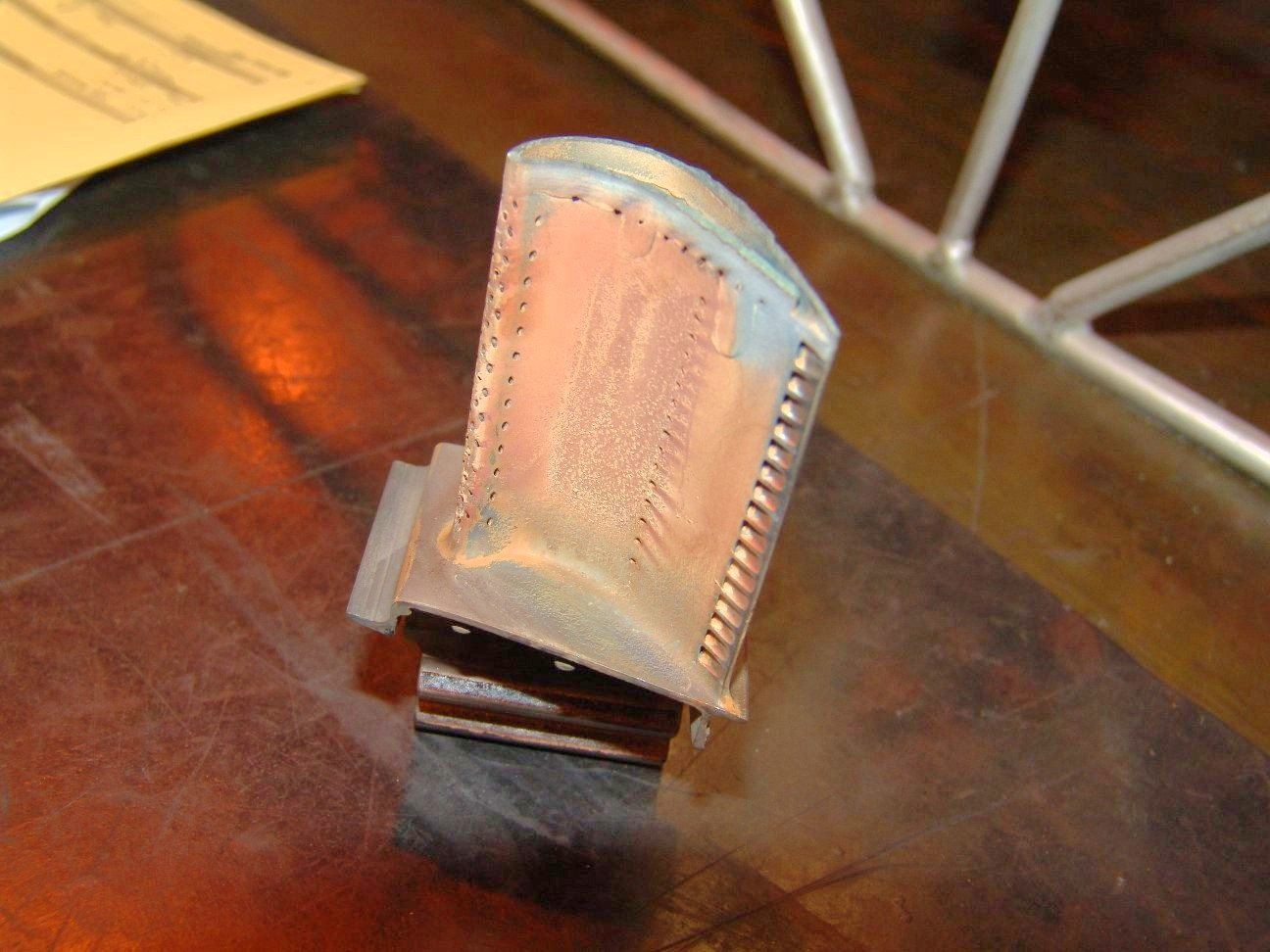
Paletta di turbina di alta pressione di un CFM56-3. In evidenza i fori di raffreddamento.

Tutte le versioni della famiglia CFM56 hanno un singolo stadio di turbina di alta pressione (HPT). In alcune varianti, le palette della turbina di alta pressione sono "costruite" facendo crescere un monocristallo di superlega in modo da renderle più resistenti a stress meccanici, termici ed allo scorrimento viscoso.
La turbina di bassa pressione (LPT) è composta nella maggior parte degli esemplari da 4 stadi (5 stadi nel CFM56-5C a causa del fan di maggiori dimensioni).
Le modifiche alla turbina di bassa pressione introdotte dal programma Tech56 (e successivamente incluse nel pacchetto "Tech Insertion") consistono in una ottimizzazione del disegno aerodinamico delle palette di bassa pressione che ha portato ad una riduzione del 20% del numero delle palette, con conseguente diminuzione dei pesi e dei costi di manutenzione. Un nuovo aggiornamento si è avuto con il pacchetto "Evolution".
Gli statori e le palette della turbina di alta pressione sono raffreddate internamente da aria spillata dal compressore di alta pressione che passa all'interno della paletta per poi trafilare da una serie di forellini posti sul bordo d'attacco, sul bordo d'uscita e sul ventre della paletta stessa formando così una pellicola di aria che avvolge la paletta proteggendola dalle alte temperature dei gas provenienti dalla camera di combustione.

### Ugello di scarico
Sebbene la CFMI avesse provato all'inizio dello sviluppo del motore sia una configurazione a flussi separati che a flusso miscelato, la maggior parte delle varianti, ad eccezione del CFM56-5C progettato per l'Airbus A340, è a flussi separati.
Più recentemente, la GE e la Snecma hanno provato una configurazione con i bordi di uscita dell'ugello di scarico a dente di sega (in inglese chiamata chevron) per la riduzione dell'impronta sonora del motore. Dopo aver provato diversi modelli in galleria del vento, la CFMI optò per l'uso di chevron sull'ugello di scarico interno, ottenendo un'attenuazione del rumore percepito al decollo di 1,3 decibel. Questa configurazione di CFM56 viene proposta per l'Airbus A321.
Il prolungamento dell'ugello serve a fare fuoriuscire l'aria che finisce nel sistema di lubrificazione. L'albero di trasmissione di bassa pressione agisce da centrifuga e separa l'olio, che viene quindi riassorbito attraverso dei fori laterali.

### Inversori di spinta
Il CFM56 è progettato per utilizzare due tipi di inversori di spinta per rallentare la corsa dell'aeromobile dopo l'atterraggio. Il primo (inversore di tipo "a cassetto"), impiegato sui CFM56-3 ed i CFM56-7, fa traslare i due semigusci che costituiscono la parte posteriore della cappottatura del motore e contemporaneamente blocca il flusso freddo del fan che viene deviato verso l'esterno del motore attraverso una griglia (cascade in inglese).
Il secondo (inversore di tipo "a conchiglia"), utilizzato sui CFM56-5, sfrutta 4 portelli basculanti che, bloccando il flusso d'aria proveniente dal fan, lo deviano verso l'esterno generando la spinta inversa.

## Modelli
| Classe   | Modello       | Spinta    | Ø ventola | Lunghezza | Peso     | Velivoli utilizzatori |
| -------- | ------------- | --------- | --------- | --------- | -------- | --------------------- |
| CFM56-2  | CFM56-2C1     | 97,9 kN   | 1,73 m    | 2,43 m    | 2.102 kg | DC8-70                |
| CFM56-2  | CFM56-2A-2/-3 | 107 kN    | 1,73 m    | 2,43 m    | 2.186 kg | E-3/KE-3/E-6          |
| CFM56-2  | CFM56-2-B1    | 97,9 kN   | 1,73 m    | 2,43 m    | 2.118 kg | KC/RC135              |
| CFM56-3  | CFM56-3B1     | 82–89 kN  | 1,53 m    | 2,36 m    | 1.941 kg | B737-300/500          |
| CFM56-3  | CFM56-3B2     | 89–98 kN  | 1,53 m    | 2,36 m    |          | B737-300/400          |
| CFM56-3  | CFM56-3C1     | 82–105 kN | 1,53 m    | 2,36 m    | 2.206 kg | B737-300/400/500      |
| CFM56-5A | CFM56-5A1     | 111,2 kN  | 1,74 m    | 2,51 m    |          | A320                  |
| CFM56-5A | CFM56-5A3     | 117,9 kN  | 1,74 m    | 2,51 m    |          | A320                  |
| CFM56-5A | CFM56-5A4     |           | 1,74 m    | 2,51 m    |          | A319                  |
| CFM56-5A | CFM56-5A5     |           | 1,74 m    | 2,51 m    |          | A319                  |
| CFM56-5B | CFM56-5B1     |           | 1,74 m    | 2,60 m    |          | A321                  |
| CFM56-5B | CFM56-5B2     |           | 1,74 m    | 2,60 m    |          | A321                  |
| CFM56-5B | CFM56-5B3     |           | 1,74 m    | 2,60 m    |          | A321                  |
| CFM56-5B | CFM56-5B4     | 120,1 kN  | 1,74 m    | 2,60 m    | 2.500 kg | A320                  |
| CFM56-5B | CFM56-5B5     |           | 1,74 m    | 2,60 m    |          | A319                  |
| CFM56-5B | CFM56-5B6     |           | 1,74 m    | 2,60 m    |          | A319                  |
| CFM56-5B | CFM56-5B7     |           | 1,74 m    | 2,60 m    |          | A319/A319CJ           |
| CFM56-5B | CFM56-5B8     |           | 1,74 m    | 2,60 m    |          | A318                  |
| CFM56-5B | CFM56-5B9     |           | 1,74 m    | 2,60 m    |          | A318                  |
| CFM56-5C | CFM56-5C2     | 138,8 kN  | 1,84 m    | 2,62 m    | 2.572 kg | A340-200/-300         |
| CFM56-5C | CFM56-5C3     | 144,6 kN  | 1,84 m    | 2,62 m    | 2.572 kg | A340-200/-300         |
| CFM56-5C | CFM56-5C4     | 151,3 kN  | 1,84 m    | 2,62 m    | 2.572 kg | A340-200/-300         |
| CFM56-7B | CFM56-7B18    | 87 kN     | 1,54 m    | 2,49 m    | 2.376 kg | B737-600              |
| CFM56-7B | CFM56-7B20    | 92 kN     | 1,54 m    | 2,49 m    | 2.376 kg | B737-600/-700         |
| CFM56-7B | CFM56-7B22    | 101 kN    | 1,54 m    | 2,49 m    | 2.376 kg | B737-600/-700         |
| CFM56-7B | CFM56-7B24    | 108 kN    | 1,54 m    | 2,49 m    | 2.376 kg | B737-700/-800/-900    |
| CFM56-7B | CFM56-7B26    | 118 kN    | 1,54 m    | 2,49 m    | 2.376 kg | B737-700/-800/-900    |
| CFM56-7B | CFM56-7B27    | 122 kN    | 1,54 m    | 2,49 m    | 2.376 kg | B737-800/900/BBJ      |

## Statistiche
| Versione motore | Velivoli utilizzatori | Numero aerei* | Motori consegnati* | Operatori | Ore         | Cicli         |
| --- | --------------------- | ------------- | ------------------ | --------- | ----------- | ------------- |
| CFM56-2A | E3/KE3/E6             | 41            | 193                | 4         | 2,320,650   | 896,070       |
| CFM56-2B | KC/RC135              | 470           | 1,966              | 4         | 13,376,894  | 5,826,809,727 |
| CFM56-2C | DC8-70                | 110           | 525                | 17        | 16,092,389  | 6,830,786     |
| CFM56-3 | B737-300/400/500      | 1,989         | 4,496              | 210       | 204,717,069 | 145,211,066   |
| CFM56-5A | A319/A320             | 535           | 1,191              | 52        | 49,299,756  | 28,944,112    |
| CFM56-5B | A318/319/320/321      | 2,638         | 5,657              | 127       | 98,351,031  | 56,767,833    |
| CFM56-5C | A340                  | 247           | 1,133              | 46        | 60,179,701  | 9,016,090     |
| CFM56-7B | B737NG                | 4,392         | 9,404              | 190       | 182,787,084 | 96,469,703    |
| TOTALE | -                     | 10,422        | 24,565             | 531**     | 627,124,574 | 349,962,469   |
| Total numbers include data for CFM56-2A, -2B, and -2C fleets not shown here * Aircraft registered & Engines delivered to customers ** Customers operating CFM56 engines Data through 03/31/2013 |                       |               |                    |           |             |               |